# Daulis (Mythologie)
Daulis (altgriechisch Δαυλίς Daulís) ist eine Najade der griechischen Mythologie.
Nach Auskunft von Pausanias ist sie die Tochter des boiotischen Flussgottes Kephissos. Teilen der Bewohner des phokischen Ortes Daulis galt sie als Namensgeberin der Stadt, wohingegen andere den Namen auf den wild bewachsenen Zustand des noch unbesiedelten Gebiets bezogen, das von den Gründern als daula bezeichnet worden sei.